# Ицхок Лейбуш Перец
Ицхок Лейбуш Перец (на идиш: יצחק לייבוש פרץ) е полски еврейски писател.
Роден е на 18 май 1852 година в Замошч в семейството на дребен търговец. Получава религиозно образование, а от 1878 до 1887 година е адвокат в родния си град и публикува първите си стихове на иврит. След това участва в етнографска експедиция, която насочва литературните му интереси към бита на евреите в полската провинция. През 1891 година се установява във Варшава и през следващите години се утвърждава като един от класиците на литературата на идиш, наред с Менделе Мойхер-Сфорим и Шолом Алейхем.
Ицхок Лейбуш Перец умира на 3 април 1915 година във Варшава.